# Muñoz Point
Der Muñoz Point (spanisch Punta Muñoz, in Argentinien Punta Irigoyen) ist eine Landspitze am südöstlichen Ende der Lemaire-Insel vor der Danco-Küste des Grahamlands auf der Antarktischen Halbinsel. Sie markiert die westliche Begrenzung der Einfahrt vom Paradise Harbor in die Aguirre-Passage.
Teilnehmer der 5. Chilenischen Antarktisexpedition (1950–1951) benannten sie nach Roberto Labra Muñoz, Leiter der chilenischen Bernardo-O’Higgins-Station von 1950 bis 1951. Argentinische Wissenschaftler benannten sie dagegen nach dem Forschungsschiff Irigoyen, das zwischen 1973 und 1992 bei drei argentinischen Antarktisexpeditionen zum Einsatz kam.